# Tomás de Sostoa y Achúcarro
Tomás de Sostoa y Achúcarro (Montevideo, 7 de marzo de 1786 - Málaga, 25 de enero de 1849) fue un militar español nacido en Uruguay que sirvió a la armada española.
Luchó en la Guerra de Independencia Española frente a la Francia Napoleónica. En el contexto de esta guerra fue considerado héroe de la batalla de Tamames, cerca de Salamanca. También participó en las guerras de independencia de las Colonias Hispanoamericanas con el grado de brigadier de mar y tierra.
Se retiró en Málaga, donde residió en la calle Ollerías y donde falleció. En esta ciudad andaluza da nombre a la calle Héroe Sostoa, una vía principal. Es considerado Hijo Ilustre de Montevideo,[cita requerida] además de Morador de Málaga.[cita requerida]